# Giorgio Colli
Giorgio Colli (Torino, 16 gennaio 1917 – San Domenico di Fiesole, 6 gennaio 1979) è stato un filosofo, storico della filosofia e traduttore italiano.
Insegnò per trent'anni storia della filosofia antica all'Università di Pisa.

## Biografia
Giorgio Colli discendeva da una facoltosa famiglia torinese. Il padre, Giuseppe, amministrò il quotidiano La Stampa ai tempi di Alfredo Frassati, incarico dal quale fu poi estromesso all'indomani della marcia su Roma, su ordine di Benito Mussolini, che fece mettere alla direzione del quotidiano lo scrittore Curzio Malaparte. Dopo la Liberazione, fu nominato amministratore del Corriere della Sera, dove restò per sedici anni.
Colli frequentò in giovane età il liceo classico presso l'Istituto Principessa Clotilde di Savoia e, successivamente, concluse gli studi presso l'Università di Torino, laureandosi in giurisprudenza l'11 luglio 1939, relatore Gioele Solari, discutendo una tesi in filosofia del diritto e filosofia politica dal titolo Politicità ellenica e Platone, sullo sviluppo storico del pensiero politico di Platone, ampie parti della quale furono pubblicate a cura dello stesso relatore.
Studioso schivo e appartato, lontano da correnti di pensiero "in voga", fedele a Nietzsche e Schopenhauer, scorse nell'antica sapienza presocratica l'autentico "logos" a cui ritornare.
Lo stile di scrittura, profondo e costellato di aforismi taglienti, era caratterizzato da un'attenzione maniacale alla musicalità del testo e della parola. Questa dote musicale emerge con chiarezza dalle letture di alcuni passi di Colli recitati da Carmelo Bene.

### Filosofia dell'espressione
La sua opera principale è Filosofia dell'espressione (1969), che fornisce, mediante una complessa teoria delle categorie e della deduzione, un'interpretazione della totalità della manifestazione come "espressione" di qualcosa (l'immediatezza) che sfugge alla presa della conoscenza. Comunque, Colli ritiene che sia possibile riguadagnare il fondamento metafisico del mondo portando il discorso filosofico ai suoi estremi limiti e 
"(di)mostrando" la natura derivata del logos. Bisogna quindi fare i conti con Filosofia dell'espressione se non si vuole scambiare Colli solo per un geniale interprete di Schopenhauer e di Nietzsche.

### Contributi alla storia della filosofia
Colli, oltre che filosofo, fu apprezzato traduttore dell'Organon di Aristotele e della Critica della ragion pura di Kant, nonché docente di storia della filosofia antica all'Università di Pisa e direttore di collana per diverse case editrici (Einaudi, Boringhieri, Adelphi). Come storico della filosofia, è stato particolarmente importante il suo contributo storico, filologico e critico esercitato su autori come Aristotele, Kant, Schopenhauer, Nietzsche.

#### La sapienza greca
Tra i contributi alla storia della filosofia antica vanno ricordati i tre volumi su La sapienza greca, opera rimasta incompiuta a causa della sua morte. I primi due volumi furono pubblicati rispettivamente nel 1977 e 1978, il terzo postumo nel 1980. In essi sono raccolti, tradotti e commentati i frammenti dei presocratici fino a Eraclito e vengono analizzati l'orfismo, i misteri eleusini e i culti delle divinità greche, in particolare Dioniso e Apollo, come forme alogiche di sapienza. Al tentativo di interpretare gli enigmi di questi culti, fra i quali quelli oracolari, viene fatta risalire l'origine remota della dialettica e della filosofia, di cui Colli si occupa anche in altri libri.

#### Edizione critica delle opere di Nietzsche
A lui si deve anche la prima e fondamentale edizione critica delle opere e degli epistolari di Friedrich Nietzsche, condotta insieme al suo principale allievo Mazzino Montinari. Questa ultima operazione rappresenta senza dubbio uno dei più grandi meriti della coppia Colli-Montinari. In particolare la pubblicazione in edizione critica della "Volontà di potenza" evidenziò come la versione pubblicata nel 1906 da Elisabeth Förster-Nietzsche (sorella del celebre filosofo tedesco) presentava numerose e discutibili manipolazioni in chiave razzista e xenofoba totalmente assenti nell'originale e introdotte volutamente dalla Förster. L'edizione critica delle opere nietzschiane diede avvio ad una profonda revisione degli studi su questo filosofo e in particolare mise in discussione molte interpretazioni che, proprio partendo dalla lettura "falsata" della Volontà di Potenza del 1906, sostenevano la vicinanza di questo autore a quelle correnti di “destra” che sarebbero poi sfociate successivamente nella esperienza del nazismo.
Tuttavia questo progetto editoriale fu connotato da molteplici difficoltà. In primo luogo Colli, non avendo alcun contatto con gli ambienti politici, difficilmente sarebbe riuscito ad accedere all'archivio Nietzsche di Weimar, dove era conservata la gran parte dei manoscritti originali del filosofo tedesco. Negli anni Sessanta infatti, quando il progetto fu concepito, Weimar apparteneva alla Repubblica Democratica Tedesca la quale attraverso numerosi "escamotage" burocratici di fatto impediva agli studiosi occidentali di accedere in qualsiasi modo alle Istituzioni della DDR. Questo problema fu risolto dal fatto che Montinari, a differenza del suo maestro, era iscritto al PCI e anzi proprio attraverso di esso riuscì ad ottenere dai responsabili culturali del partito comunista della Germania orientale i permessi necessari per studiare nell'archivio Nietzsche. Un'ulteriore difficoltà fu determinata dal fatto che la casa editrice Einaudi, con la quale Colli e Montinari iniziarono a definire la pubblicazione delle opere nietzschiane, decise all'improvviso, probabilmente per ragioni politiche, di non dare alle stampe le opere del "nazista" Nietzsche;  queste furono invece poi accolte dalla casa editrice Adelphi, fondata nel 1962 da un ex einaudiano come Luciano Foà, nella collana "Opere di Friedrich Nietsche".

## Pensiero
Giorgio Colli fu influenzato dal pensiero indiano, da Giordano Bruno e dalla mistica di Jacob Böhme.
Egli riteneva che l'individuo fosse la massima realizzazione della sostanza del mondo e che l'individuo fosse parte necessaria di questo tutto. In tale ottica, soggetto e oggetto si identificano: conoscendo se stesso, l'individuo conosce anche la realtà circostante. Pertanto, fenomeno e noumeno kantiani vengono a coincidere.
Come traduttore, rinunciò a rendere i concetti nella terminologia filosofica occidentale, consapevole che la maggior parte del suo sapere sarebbe rimasta inutilizzata.

## Opere principali

### Saggi e curatele
- Φύσις κρύπτεσθαι φιλεί. Studi sulla filosofia greca, Tipografia del Corriere della sera, Milano 1948.
- Lezioni di storia della filosofia antica. Empedocle. Parte prima : anno accademico 1948-49, Ed. Libreria Goliardica, Pisa, 1948.
- Lezioni di storia della filosofia antica. Il Parmenide platonico : anno accademico 1949-50, Ed. Libreria Goliardica, Pisa, 1950.
- Filosofia dell'espressione, Adelphi, Milano, 1969. ISBN 978-88-459-0060-0
- Dopo Nietzsche, Adelphi, Milano, 1974. ISBN 978-88-459-0089-1
- La nascita della filosofia, Adelphi, Milano, 1975. ISBN 978-88-459-0181-2
- La sapienza greca I - Dioniso, Apollo, Eleusi, Orfeo, Museo, Iperborei, Enigma, Adelphi, Milano, 1977. ISBN 978-88-459-0761-6
- La sapienza greca II - Epimenide, Ferecide, Talete, Anassimandro, Anassimene, Onomacrito, Adelphi, Milano, 1978. ISBN 978-88-459-0893-4
- La sapienza greca III - Eraclito, Adelphi, Milano, 1980. ISBN 978-88-459-0983-2
- Scritti su Nietzsche, Adelphi, Milano, 1980. ISBN 978-88-459-0414-1
- La ragione errabonda. Quaderni postumi, Adelphi, Milano, 1982. ISBN 978-88-459-0502-5
- Per una enciclopedia di autori classici, Adelphi, Milano, 1983. ISBN 88-459-0530-6
- La Natura ama nascondersi - Physis kryptesthai philei, Adelphi, Milano, 1988. ISBN 978-88-459-0289-5
- Zenone di Elea. Lezioni 1964-1965, Adelphi, Milano, 1998. ISBN 978-88-459-1402-7
- Gorgia e Parmenide. Lezioni 1965-1967, Adelphi, Milano, 2003. ISBN 978-88-459-1774-5
- Introduzione a Osservazioni su Diofanto di Pierre de Fermat, Bollati Boringhieri, Torino, 2006. ISBN 978-88-339-0998-1
- Platone politico, Adelphi, Milano, 2007. ISBN 978-88-459-2134-6
- Filosofi sovrumani, Adelphi, Milano, 2009. ISBN 978-88-459-2365-4
- Apollineo e dionisiaco, Adelphi, Milano, 2010. ISBN 978-88-459-2542-9
- Empedocle, Adelphi, Milano, 2019. ISBN 978-88-459-3437-7
- Interiorità ed espressione, Neri Pozza, Vicenza, 2024. ISBN 978-88-545-3156-7

### Traduzioni
- Kurt Hildebrandt, Platone: la lotta dello spirito per la potenza, Einaudi, Torino, 1947.
- Karl Löwith, Da Hegel a Nietzsche, Einaudi, Torino, 1949.
- Aristotele, Organon, Torino, Einaudi, 1955; Laterza, Bari, 1970; Adelphi, Milano, 2003.
- Immanuel Kant, Critica della ragione pura, Einaudi, Torino, 1957; Adelphi, Milano, 1976.
- Platone, Simposio, Boringhieri, Torino, 1960; Adelphi, Milano, 1979.
- Arthur Schopenhauer, Parerga e paralipomena, traduzione di Eva Amendola Kühn, Giorgio Colli, Mazzino Montinari, Boringhieri, Torino, 1963; riedizione in 2 voll., a cura di Giorgio Colli e Mario Carpitella, Adelphi, Milano, 1981-1983.

#### Opere complete di Friedrich Nietzsche (Classici Adelphi)
- Vol. I, tomo 1: Scritti giovanili 1856-1864, a cura di Giuliano Campioni e Mario Carpitella, tr. di Mario Carpitella, Adelphi, Milano, 1998.
- Vol. I, tomo 2: Scritti giovanili 1865-1869, a cura di Giuliano Campioni e Mario Carpitella, Adelphi, Milano, 2001.
- Vol. III, tomo 1: La nascita della tragedia - Considerazioni inattuali, I-III, a cura di Giorgio Colli e Mazzino Montinari, tr. di Mazzino Montinari e Sossio Giametta, Adelphi, Milano, 1972.
- Vol. III, tomo 2: La filosofia nell'epoca tragica dei Greci e Scritti dal 1870 al 1873, a cura di Giorgio Colli e Mazzino Montinari, tr. di Giorgio Colli, Adelphi, Milano, 1973.
- Vol. III, tomo 3, parte 1ª: Frammenti postumi 1869-1874, a cura di Mario Carpitella, tr. di Giorgio Colli e Chiara Colli Staude, Adelphi, Milano, 1989.
- Vol. III, tomo 3, parte 2ª: Frammenti postumi 1869-1874, a cura di Mario Carpitella, tr. di Giorgio Colli e Chiara Colli Staude, Adelphi, Milano, 1992.
- Vol. IV, tomo 1: Richard Wagner a Bayreuth - Considerazioni inattuali, IV - Frammenti postumi (1875-1876), a cura di Giorgio Colli e Mazzino Montinari, tr. di Giorgio Colli, Mazzino Montinari e Sossio Giametta, Adelphi, Milano, 1967.
- Vol. IV, tomo 2: Umano, troppo umano, I e Frammenti postumi (1876-1878), a cura di Giorgio Colli e Mazzino Montinari, tr. di Mazzino Montinari e Sossio Giametta, Adelphi, Milano, 1965.
- Vol. IV, tomo 3: Umano, troppo umano, II - Frammenti postumi (1878-1879), a cura di Giorgio Colli e Mazzino Montinari, tr. di Mazzino Montinari e Sossio Giametta, Adelphi, Milano, 1967.
- Vol. V, tomo 1: Aurora e Frammenti postumi (1879-1881), a cura di Giorgio Colli e Mazzino Montinari, tr. di Mazzino Montinari e Ferruccio Masini, Adelphi, Milano, 1964.
- Vol. V, tomo 2: Idilli di Messina - La gaia scienza - Frammenti postumi (1881-1882), a cura di Giorgio Colli e Mazzino Montinari, tr. di Mazzino Montinari e Ferruccio Masini, Adelphi, Milano, 1965.
- Vol. VI, tomo 1: Così parlò Zarathustra, a cura di Giorgio Colli e Mazzino Montinari, tr. di Mazzino Montinari, Adelphi, Milano 1968
- Vol. VI, tomo 2: Al di là del bene e del male e Genealogia della morale, a cura di Giorgio Colli e Mazzino Montinari, tr. di Ferruccio Masini, Adelphi, Milano, 1968.
- Vol. VI, tomo 3: Il caso Wagner - Crepuscolo degli idoli - L'anticristo - Ecce homo - Nietzsche contra Wagner, a cura di Giorgio Colli, Mazzino Montinari, tr. di Roberto Calasso e Ferruccio Masini, Adelphi, Milano, 1970.
- Vol. VI, tomo 4: Ditirambi di Dioniso e Poesie postume (1882-1888), a cura di Giorgio Colli e Mazzino Montinari, tr. di Giorgio Colli, Adelphi, Milano, 1982.
- Vol. VII, tomo 1, parte 1ª: Frammenti postumi 1882-1884, a cura di Mazzino Montinari e Mario Carpitella, tr. di Mazzino Montinari e Leonardo Amoroso, Adelphi, Milano, 1982.
- Vol. VII, tomo 1, parte 2ª: Frammenti postumi 1882-1884, a cura di Mazzino Montinari e Mario Carpitella, tr. di Mazzino Montinari e Leonardo Amoroso, Adelphi, Milano, 1986.
- Vol. VII, tomo 2: Frammenti postumi 1884, a cura di Giorgio Colli e Mazzino Montinari, tr. di Mazzino Montinari, Adelphi, Milano, 1976.
- Vol. VII, tomo 3: Frammenti postumi 1884-1885, a cura di Giorgio Colli e Mazzino Montinari, tr. di Sossio Giametta, Adelphi, Milano, 1975.
- Vol. VIII, tomo 1: Frammenti postumi 1885-1887, a cura di Giorgio Colli e Mazzino Montinari, tr. di Sossio Giametta, Adelphi, Milano, 1975.
- Vol. VIII, tomo 2: Frammenti postumi 1887-1888, a cura di Giorgio Colli e Mazzino Montinari, tr. di Sossio Giametta, Adelphi, Milano, 1971.
- Vol. VIII, tomo 3: Frammenti postumi 1888-1889, a cura di Giorgio Colli e Mazzino Montinari, tr. di Sossio Giametta, Adelphi, Milano, 1974.

#### Epistolario di Friedrich Nietzsche (Classici Adelphi)
- Vol. I: Epistolario 1850-1869, a cura di Giorgio Colli e Mazzino Montinari, tr. di Maria Ludovica Pampaloni Fama, Adelphi, Milano, 1977.
- Vol. II: Epistolario 1869-1874, a cura di Giorgio Colli e Mazzino Montinari, tr. di Chiara Colli Staude, Adelphi, Milano, 1981.
- Vol. III: Epistolario 1875-1879, a cura di Giuliano Campioni e Federico Gerratana, tr. di Maria Ludovica Pampaloni Fama, Adelphi, Milano, 1995.
- Vol. IV: Epistolario 1880-1884, a cura di Giuliano Campioni, tr. di Mario Carpitella e Maria Ludovica Pampaloni Fama, Adelphi, Milano, 2004.

#### Opere di Friedrich Nietzsche (Piccola Biblioteca Adelphi)
- Sull'utilità e il danno della storia per la vita, tr. di Sossio Giametta, Adelphi, Milano, 1974
- Sull'avvenire delle nostre scuole, tr. di Giorgio Colli, Adelphi, Milano, 1975.
- Così parlò Zarathustra, tr. di Mazzino Montinari, Adelphi, Milano, 1976. ISBN 88-459-0655-8
- Al di là del bene e del male, tr. di Ferruccio Masini, Adelphi, Milano, 1977.
- L'anticristo, tr. di Ferruccio Masini, Adelphi, Milano, 1977.
- La gaia scienza e Idilli di Messina, tr. di Ferruccio Masini, Adelphi, Milano 1977.
- La mia vita, tr. Mario Carpitella, Adelphi, Milano, 1977.
- La nascita della tragedia, tr. di Sossio Giametta, Adelphi, Milano, 1977. ISBN 88-459-0199-8
- Aurora, tr. di Ferruccio Masini, Adelphi, Milano, 1978.
- Scritti su Wagner, traduzione di Ferruccio Masini e Sossio Giametta, Adelphi, Milano, 1979.
- Umano, troppo umano, I, tr. di Sossio Giametta, Adelphi, Milano, 1979. ISBN 88-459-0464-4
- Umano, troppo umano, II, tr. di Sossio Giametta, Adelphi, Milano, 1981. ISBN 88-459-0390-7
- Ditirambi di Dioniso e Poesie postume, tr. di Giorgio Colli, Adelphi, Milano, 1982.
- Crepuscolo degli idoli, tr. di Ferruccio Masini, Adelphi, Milano, 1983.
- David Strauss, l'uomo di fede e lo scrittore, tr. di Sossio Giametta, Adelphi, Milano, 1983.
- Genealogia della morale, tr. di Ferruccio Masini, Adelphi, Milano, 1984. ISBN 88-459-0588-8
- Schopenhauer come educatore, tr. di Mazzino Montinari, Adelphi, Milano, 1985.
- Ecce homo, a cura di Roberto Calasso, Adelphi, Milano 1991 ISBN 88-459-0861-5
- La filosofia nell'epoca tragica dei Greci e Scritti 1870-1873, tr. di Giorgio Colli, Adelphi, Milano, 1991 ISBN 88-459-0866-6
- Frammenti postumi I, a cura di Giuliano Campioni, Mario Carpitella e Federico Gerratana, tr. di Giorgio Colli e Chiara Colli Staude, Adelphi, Milano, 2004.
- Frammenti postumi II, a cura di Giuliano Campioni, Mario Carpitella e Federico Gerratana, tr. di Giorgio Colli e Chiara Colli Staude, Adelphi, Milano, 2004.
- Frammenti postumi III, a cura di Giuliano Campioni, Mario Carpitella e Federico Gerratana, tr. di Giorgio Colli e Chiara Colli Staude, Adelphi, Milano, 2005.
- Frammenti postumi IV, a cura di Giuliano Campioni, Mario Carpitella e Federico Gerratana, tr. di Giorgio Colli e Chiara Colli Staude, Adelphi, Milano, 2005.
- Lettere da Torino, a cura di Giuliano Campioni, tr. di Vivetta Vivarelli, Adelphi, Milano, 2008.
- Frammenti postumi V, a cura di Giorgio Colli, Mazzino Montinari, Giuliano Campioni e Maria Cristina Fornari, tr. di Giorgio Colli e Chiara Colli Staude, Adelphi, Milano, 2009.
- Il servizio divino dei greci, a cura di Manfred Posani Löwenstein, Adelphi, Milano, 2012.